# Comitancillo
Comitancillo est une ville du Guatemala, située dans le département de San Marcos.